# العناية بالأظافر

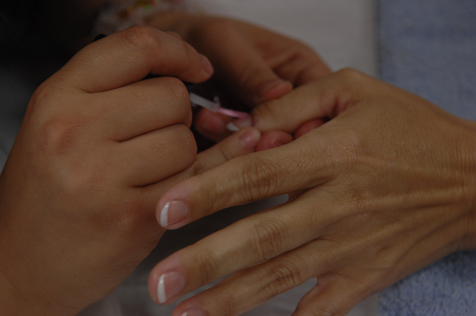
طلاء الأظافر عن قرب

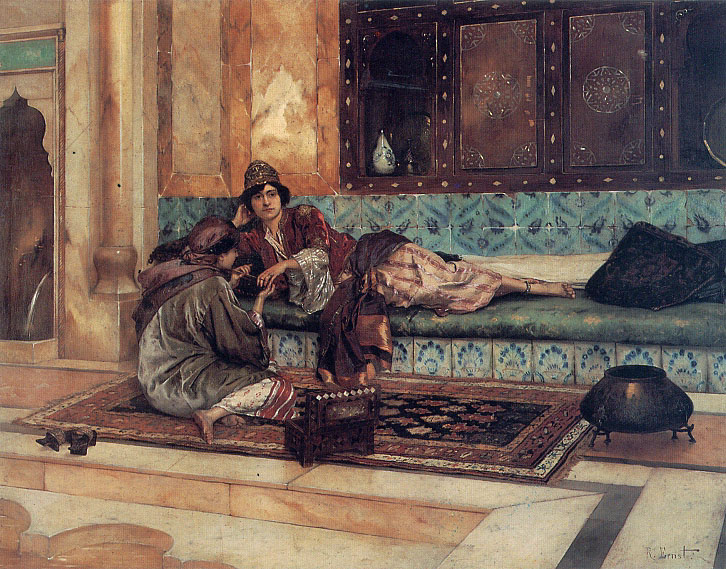
لوحة عن العناية الأظافرلرودولف إرنست.

التَدريم أو العناية بالأظافر (المناكير) هو عناية تجميلية للأظافر واليدين، حيث يتم إجراؤه اما في المنزل أو في صالون التجميل أو صالونات خاصة بعناية الأظافر. تتضمن عملية العناية بالأظافر أولا برد الأظافر واعطائها شكل، ثم إزالة الجلد الميت من الحواف الداخلية للإظفر، والترطيب باستعمال الزيوت والكريمات المختلفة، ثم التدليك اليدين، وأخيراً بطلاء الأظافر. أما عندما يتم تطبيق هذا الأمر على أظافر القدمين، يشار إلى ه بعناية القدمين (باديكير). يمكن للشخص أن يبقى طلاء الأظافر لمدة 2-3 أيام، إذا لم يكن هناك أي ضرر.

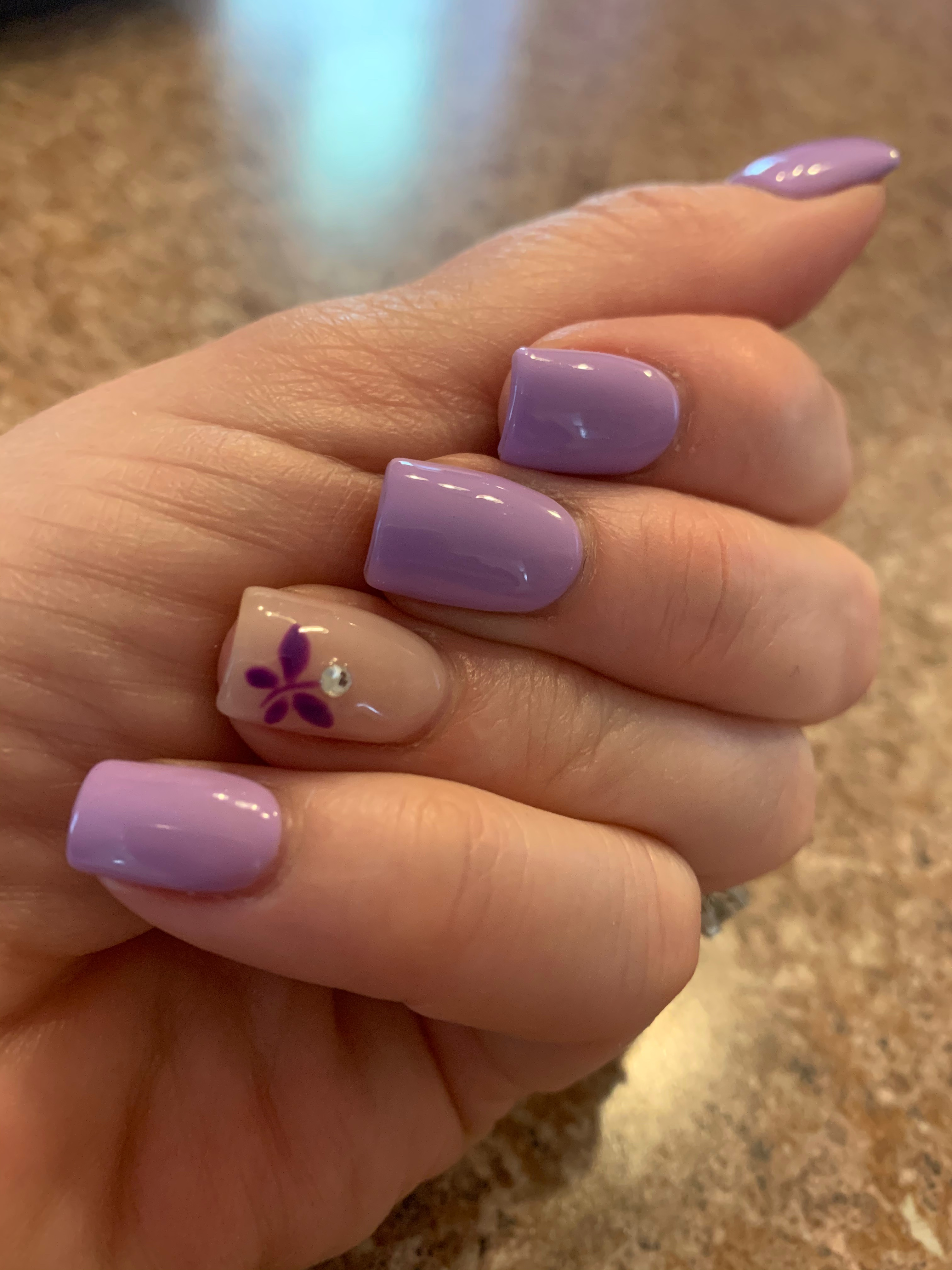
طلاء اظافر بالأكريليك بتصميم مع جوهرة

تتضمن بعض عمليات عناية الأظافر رسم صور أو تصميمات على الأظافر، أو وضع ملصقات صغيرة أو مجوهرات مقلدة (من بُعدين أو ثلاثة أبعاد). وقد تشمل أيضاً وضع جل لامع أظافر اصطناعية، أو إضافة مواد لتعمل كالوصلات لتطويل الأظافر أو وضع أكريليك، ويشار إلى هذا النوع باسم الطريقة الفرنسية للعناية بالاظافر (المناكير الفرنسي).
في العديد من المناطق في العالم، يعمل أخصائيو تجميل الأظافر بعد حصولهم على ترخيص عمل للعمل ضمن اللوائح المعمول بها. والسبب وراء ذلك هو احتمالية انتشار العدوى عند استخدام الأدوات على العديد من الأشخاص دون تعقيمها، فعدم الاهتمام بالنظافة والطريقة الصحيحة قد يسبب مشاكل خطيرة.[بحاجة لمصدر]

## علم أصول الكلمات
كلمة مانيكير (العناية بالاظافر) هي الإنجليزية وتأتي من الكلمة manucure الفرنسية، وتدل على «رعاية الأيدي»، والذي جاءت من اللاتينية عبارة manus، ل «اليد»، وcura، ل «الرعاية». نفس الشيء، فإن الكلمة الإنجليزية pedicure العناية بالقدمين تأتي من الكلمات اللاتينية pes (Genitive case - pedis) لكلمة «قدم» و cura لكلمة «رعاية».

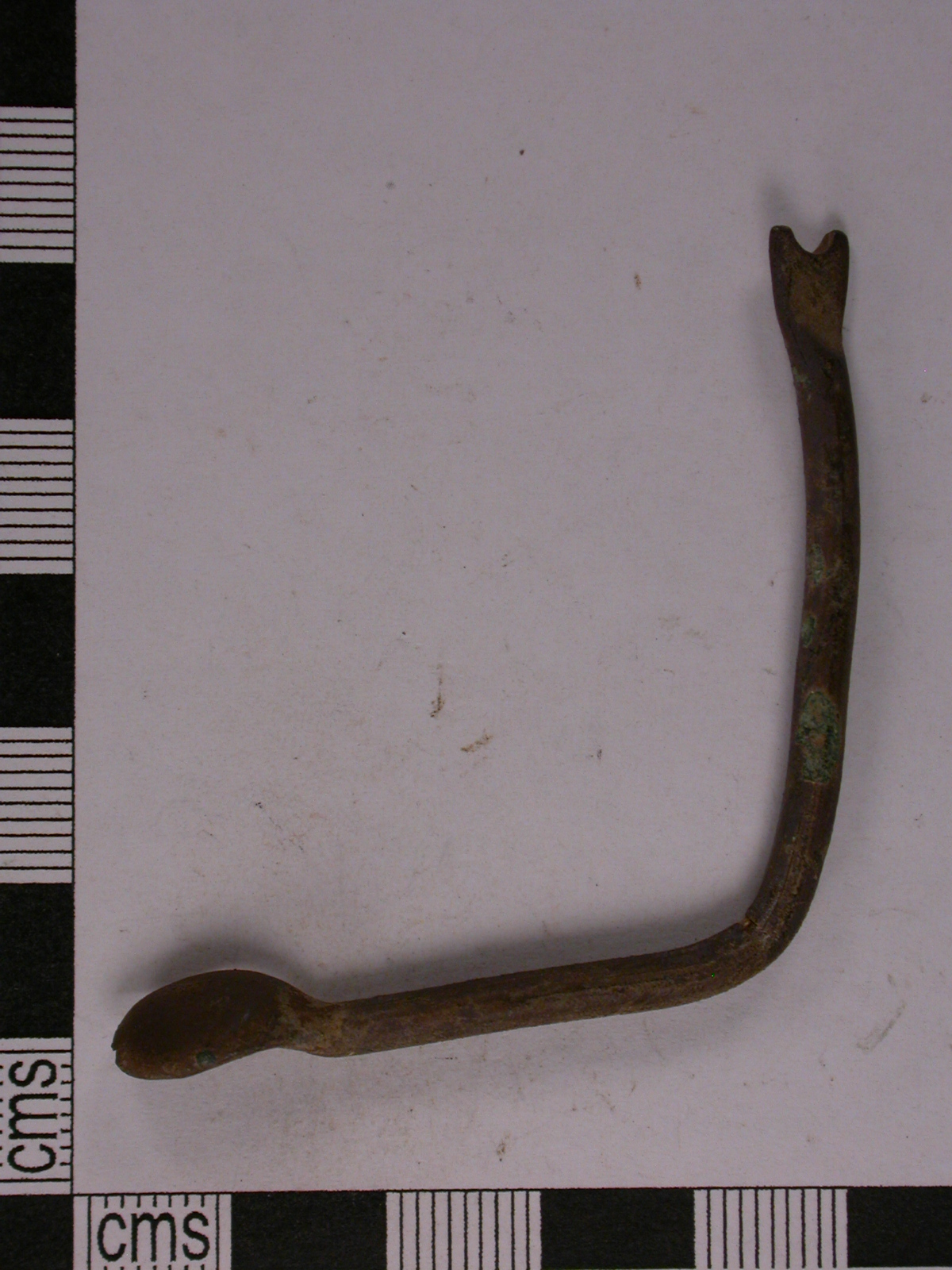
اداة من أدوات الزينة الرومانية المصنوعة من سبائك النحاس المصبوب وتستخدم كمنظف للأظافر: يكون أحد اطرافه كالملعقة بيضاوية الشكل، ومن الجهة الأخرى يأتي الطرف بشكل مشقوق وحاد.

## أنواع العناية بالأظافر

### الطريقة الفرسية

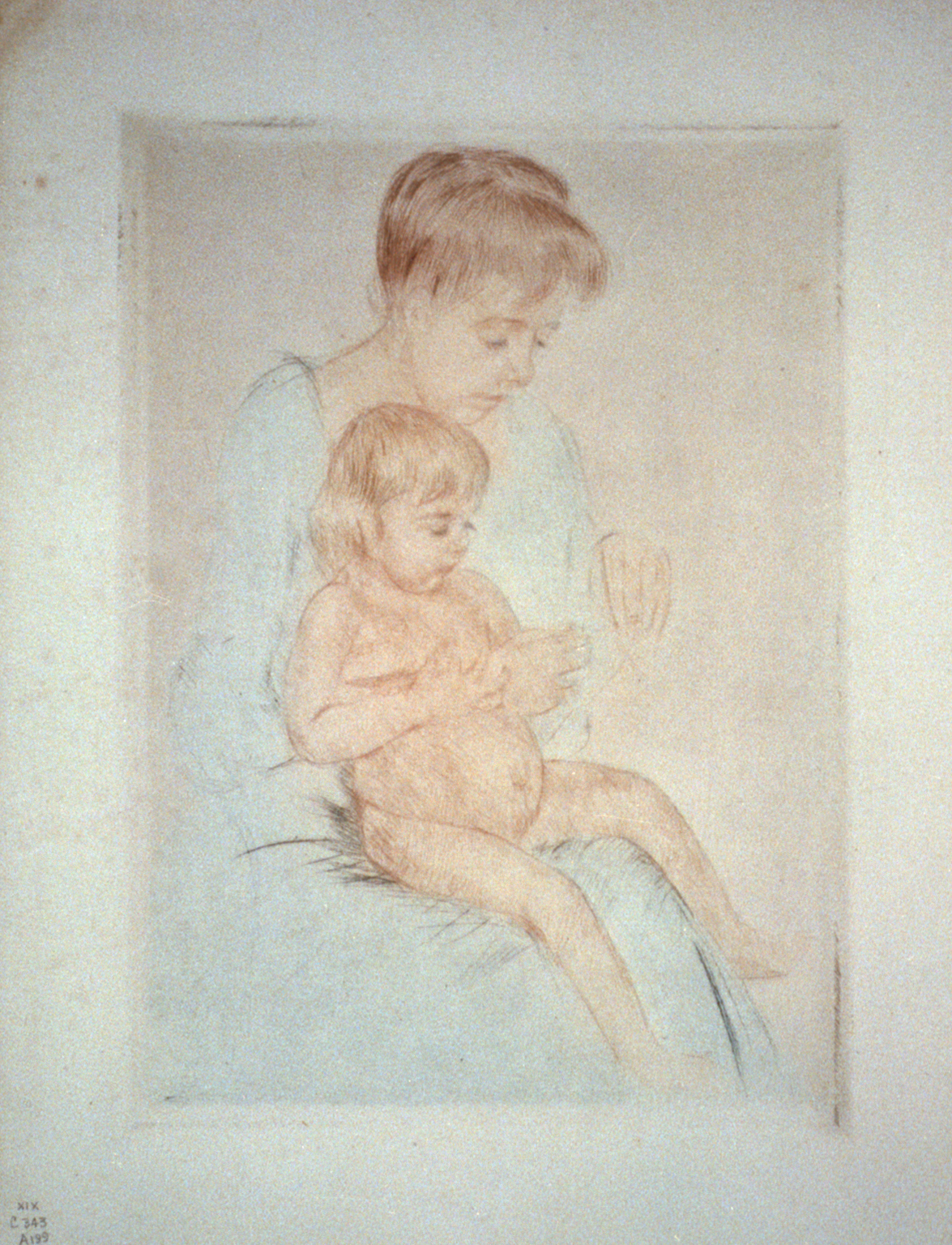
مانيكير LCCN2002719193

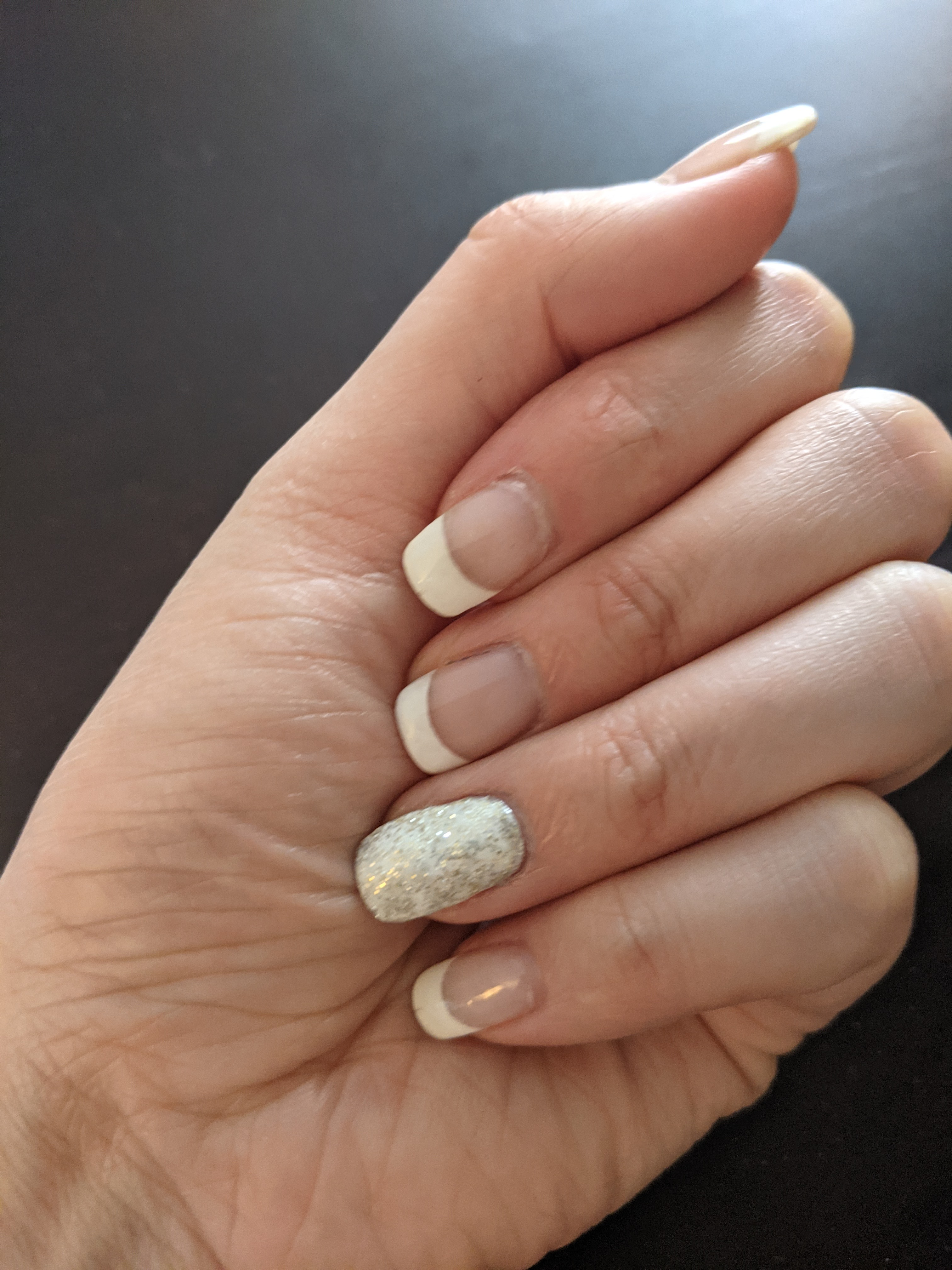
طلاء الاظافر الفرنسي حيث يكون لامع على اظفر البنصر

جيف بينك، مؤسس ماركة الأظافر الاحترافية ORLY، ابتكر في عام 1976 اسلوب المظهر الطبيعي للأظافر، الذي أطلق عليه فيما بعد «المانكير الفرنسي».
ففي منتصف السبعينيات من القرن الماضي، كلف أحد المخرجين جيف بينك بإبتكار مظهر عالمي للأظافر بهدف مساعدة الممثلات على عدم قضاء الكثير من الوقت في تغيير مظهر أظافرهن لتتماشى مع أزياءهن المختلفة. فمن تأثير اللمعان الفوري للقلم الرصاص الأبيض المطبق على الجزء السفلي للإظفر، استوحى بينك أن الحل هو تطبيق نفس المبدأ على الجزء العلوي من الأظفر. فقد قال في مقابلة عام 2014 مع ذا ناشيونال: «حصلت على جالون واحد من الطلاء الأبيض لوصلات الاظافر، أما لباقي الإظفر فقد وضعت الطلاء وزهري أو بيج أو وردي».
حققت مجموعة Natural Nail Kit، كما أطلق عليها بينك آنذاك، نجاحًا كبيرًا بين نجوم السينما والاستوديوهات، الذين اقتنعوا باهمية إستراتيجية توفير الوقت. وقال بينك «المدير علق بأنه يجب أن أحصل على أوسكار لتوفير الكثير من المال في قطاع الفن». أخيراً، قام بينك بنقل هذا الاتجاه إلى جمهور عالم الازياء في باريس، وقد اعجبتهم هذه الطريقة أيضًا. ولكنه كان يعتقد أن الشيء الوحيد الذي يحتاجه هو اسم سهل، ثم عدل الاسم العلامة التجارية ليصبح «الفرنسية» في رحلة العودة إلى لوس أنجلوس.
تتميز اسلوب العناية الفرنسي للأظافر «المانيكير فرنسي»، بعدم استعمال لون أساسي اصطناعي ووجود وصلات بيضاء على رأس الإظفر الخارجي. لهذا السبب احيانا، يشار إليها باسم «وصلات فرنسية»؛ حيت يتم وضع طلاء أطراف الأظافر باللون الأبيض، بينما يتم طلاء بقية الأظافر باللون الوردي أو اللحمي. يمكن القيام باجراء عملية تجميل وطلاء الأظافر بالطريقة الفرنسية باستخدم الأظافر الاصطناعية، لكن الشائع هو إجراءها على الأظافر الطبيعية. وهناك تقنية أخرى هي تبييض الجانب السفلي من الظفر بقلم رصاص أبيض ثم طلاء الاظفر بأكمله بلون شفاف.

### جلسة الزيت الساخن للعناية بالاظافر
هو نوع محدد من العناية ينظف البشرة وينعمها بالزيت. من أنواع الزيوت التي يمكن استخدامها: الزيوت المعدنية وزيت الزيتون وبعض المرطبات أو المستحضرات التجارية، حيث يتم تسخين الزيوت والمواد في السخان الكهربائي أو المايكرويف.

### طلاء الأظافر باستخدام بودرة الغمس
يعد الطلاء ببودرة الغمس نوع بديل عن أظافر الأكريليك التقليدية وطلاء الجل. وبسبب سهولة استخدامه أصبح الاسلوب الأكثر شيوعا. وهي تشبه الاظافر المصنوعة من الحرير التقليدي أو الألياف الزجاجية، حيث يتم استبدال الألياف ببودرة الأكريليك. تعتمد كلتا الطريقتين على وضع طبقات من اللاصق cyanoacrylate فوق الظفر الطبيعي من ثم تغليفه بالألياف أو ببودرة الأكريليك. الفرق بين النوعين، أن طبقة واحدة من الألياف تكفي، في حين يلزم وضع عدة طبقات من البودرة ولاصق الـcyanoacrylate.

## العناية بشمع البارافين
يمكن تغطية اليدين أو القدمين بشمع البرافين الذائب للتنعيم والترطيب. يستخدم شمع البارافين لأنه يمكن تسخينه حتى درجات حرارة تزيد عن 95 درجة فهرنهايت (35 ° م) من دون التسبب بحروق أو أي إصابة الجسم. فالحرارة الشديدة تساعد على امتصاص أكثر عمقاً للمطريات والزيوت الأساسية. عادةً ما يتم نقع الشمع بمكونات نباتية مختلفة مثل زيوت الصبار الاوليفيرا أو زيت الأزولين (المرطب) أو زيت البابونج أو زيت شجرة الشاي، وغالبًا ايضاً ما تستخدم شموع البارافين المكونة من الفاكهة مثل التفاح والخوخ والفراولة في صالونات التجميل. قد يتم فرك المرطب على اليد أو القدم قبل وضع البارافين. غالبًا ما يتم اعتبار العناية بشمع البارافين كخطوة إضافية إلى العناية الاعتيادية لليدين أو القدمين، لهذا السبب لا تشمل دورات التدريب بالغالب هذا النوع من العناية، ونادر تقديما في معظم صالونات الأظافر.
يجب استخدام البارافين بطريقة تمنع التلوث ونقل الامراض، مثلا لا يجب استعمال حمام البارافين بشكل مشترك بين الزبائن، ثانياً يكون أفضل تطبيق عن طريق وضع كمية من الشمع في كيس أو قفاز، ثم يطبق على يد الزبون أو قدمه ويغطى بمنشفة دافئة أو قفاز قطني أو جوارب للاحتفاظ بالحرارة، واخيرا يترك الشمع لبضع دقائق حتى يبرد.

## أدوات ومستلزمات عناية الاظافر الأكثر شيوعاً

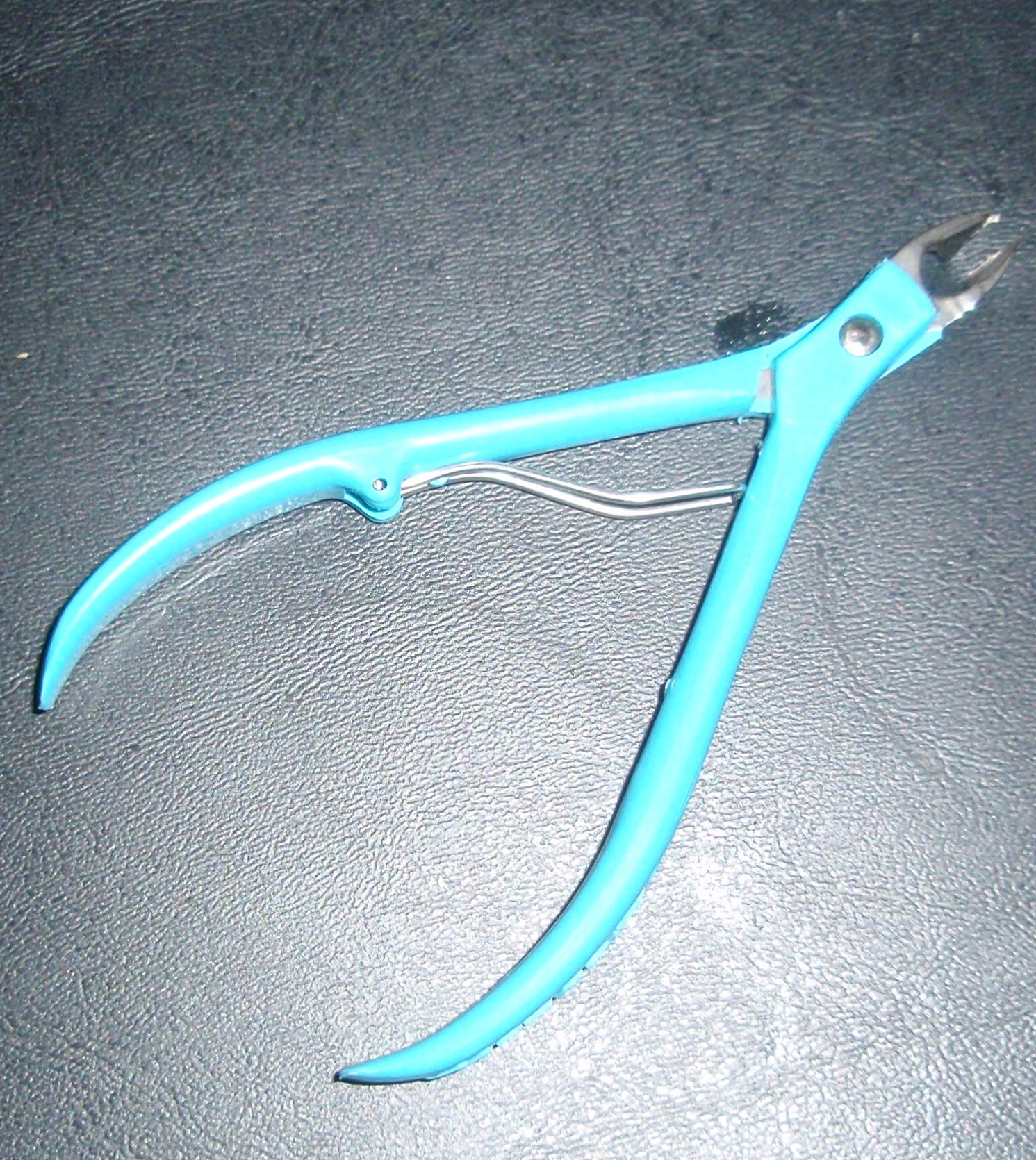
مقص الجلد الميث يستخدم أثناء عناية الاظافر.

أكثر الأدوات شيوعا للعناية اليدين والقدمين:
- وعاء من الماء الدافئ أو حمام الأصابع
- اداة أو مقص ازالة الجلد الميت
- اداة لازالة الجلد الميت
- حمام القدم (باديكير)
- طاولة للعناية باظافر اليدين
- فرش / أدوات لللرسم على الأظافر
- فرشاة الأظافر
- ملمع الأظافر
- مقص الاظافر.
- مبرد الأظافر (عادةً لوح صنفرة)

- عصا من خشب البرتقال (يستعمل لازالة الجلد الميت)
- حجر الخفاف / مبرد القدم (باديكير)
- الكشتبان، رؤوس اصابع مصنوعة من المطاط أو السيلكون (يستخدم للمساعدة في فتح علبة طلاء الاظافر)
- فاصل أصابع القدم (باديكير)

أكثر اللوازم شيوعا للعناية اليدين والقدمين:
- كرات/ وسادات قطنية
- مزيل الجلد الزائد
- كريم اليدين
- مناشف اليد
- كريم التدليك
- مقشر خفيف
- مجوهرات زينة للأظافر (غالبًا ما تكون ذاتية اللصق)
- طلاء الأظافر
- مزيل طلاء الأظافر أو مناديل لازالة طلاء الأظافر
  - طلاء الأساسي وطلاء ملأ النتوءات
  - طلاء الاظافر (عادة يكون بلون)
  - الطبقة العلوية شفافة (من نفس نوع الطبقة الاساسية، ليزيد ثبات الطلاء)

لوازم الزينة (اختياري):
- ملصقات باشكال متنوعة لتزين الاظفر
- بودرة مخملية الملمس
- مادة للتزيين براقة
- بخاخ التعقيم / المناشف
- زهور مجففة صغيرة

### خيارات الصرف الصحي
العديد من صالونات التجميل والمراكز المختصة بالاظافر في أستراليا والولايات المتحدة ودول أخرى[أين؟]، تبيع أدوات العناية بالاظافر الشخصية لزبائنها لتجنب مشكلات النظافة والسلامة والعديد من الامراض، وهناك خيارات للزبائن اما ان يبقوها بالصالون لعودته ثانية (تستخدم فقط لنفس الزبون)، أو ان يأخذها معه إلى المنزل للمرات القادمة. أو قد يقوم بشرائها والتخلص منها بعد الاستخدام.
ويمكن اعطاء الزبون مزيل الجلد الميت الخشبي والمبرد بعد الانتهاء من العملية. منذ سبعينيات القرن الماضي، تستخدم أكثرية الصالونات المحترفة مبارد أظافر كهربائية بهدف الحصول على نتائج سريعة وجودة عالية، خاصة مع الأظافر الأكريليك.[بحاجة لمصدر]

## أشكال الأظافر

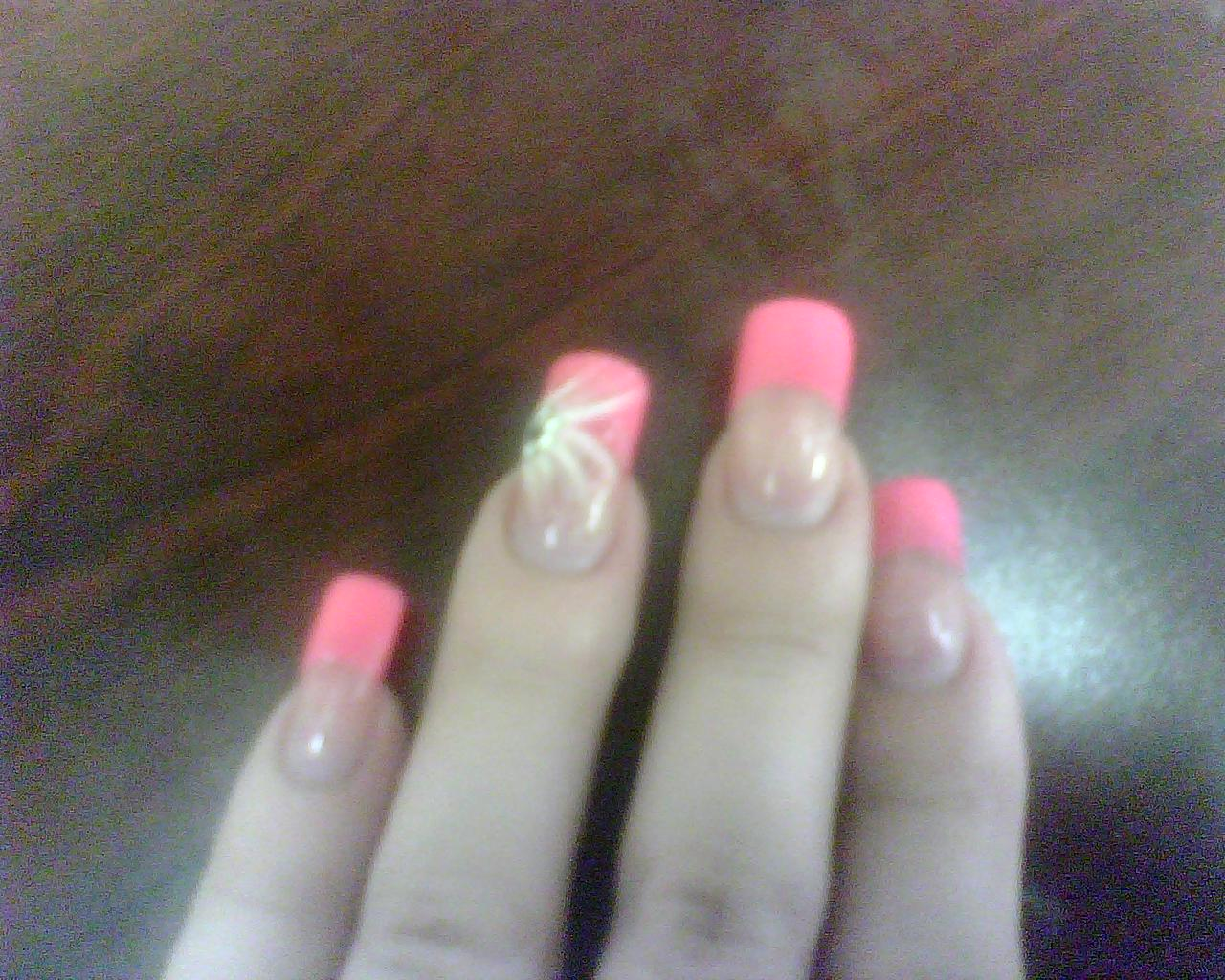
أظافر على شكل مربع بيضاوي

يمكن تشكيل الاظافر بعدة أشكال: لوزي، بيضاوي، مدبب، دائري، مربع، مربع بيضاوي، مربع بزوايا دائرية، ومستقيم برأس مستدير. يطلق على الشكل المربع البيضاوي اسم "Squoval"، وهو مصطلح تم اطلاقه في عام 1984. حيث يعتبر هذا الشكل الأكثر عملية وقوة وييصلح لمن يعملون بأيديهم.

## جدل نيويورك
في 7 آيار 2015، كسرت صحفية نيويورك تايمز سارة ماسلين نير القصة المكونة من جزأين بعنوان " ثمن الأظافر الجميلة " و " الأظافر المثالية، عمال مسمومون " حول الانتهاكات التي تحدث في صالونات نيويورك المتعلقة بإساءة معاملة العاملين فيها وبشأن المخاطر الصحية الناجمة من هذه الصالونات. نتيجة لذلك، في 11 آيار 2015، اتخذ حاكم نيويورك، أندرو كومو، عدة تدابير عاجلة للإعلان عن فرقة عمل إنفاذ متعددة الوكالات لمعالجة الإساءة في قطاع صالونات التجميل والأظافر.